# Neoxyphinus paraty
Neoxyphinus paraty – gatunek pająków z rodziny Oonopidae.

## Taksonomia
Gatunek ten opisany został po raz pierwszy w 2017 roku przez Níthomasa M. Feitosę i Gustavo Ruiza na łamach „Zootaxa”. Jako lokalizację typową wskazano Trindade na południe od Paraty w brazylijskim stanie Rio de Janeiro. Epitet gatunkowy pochodzi od tejże lokalizacji.

## Morfologia
Holotypowy samiec ma 1,96 mm, a paratypowa samica 2,5 mm długości ciała. Karapaks jest szeroko-owalny w zarysie, ziarenkowany, o silnie wyniesionej części głowowej, pozbawiony ząbkowania na krawędziach bocznych i powiększonych kieszonek szczecinkowych w tyle. Jego ubarwienie jest pomarańczowobrązowe. Wysoki nadustek ma prostą w widoku przednim, lekko obrzeżoną krawędź. Kolor szczękoczułków, szczęki i wargi dolnej jest pomarańczowobrązowy. Pomarańczowobrązowe, tak długie jak szerokie sternum ma powierzchnię pomarszczoną i bez dołków. Odnóża są żółte. Łącznik jest rurkowaty i przeciętnie długi. Opistosoma (odwłok) ma pomarańczowobrązowe, gładkie, w przedniej części pozbawione ząbków skutum grzbietowe oraz pomarańczowobrązowe skutum epigastryczne i postepigastryczne.
Genitalia samicy cechują się głębokimi kieszonkami w bruździe łączącej tylne przetchlinki oraz wyraźnymi apodemami. Nogogłaszczki samca są w całości żółte, wyposażone w ciemny embolus o dośiebnie przesuniętym otworze ejakulacyjnym.

## Rozprzestrzenienie
Pająk neotropikalny, endemiczny dla Brazylii, znany tylko ze stanu Rio de Janeiro. 